# Saint-Léonard Airport
Saint-Léonard Airport (franska: Aéroport de Saint-Léonard) är en flygplats i Kanada.   Den ligger i countyt Madawaska County och provinsen New Brunswick, i den östra delen av landet, 600 km öster om huvudstaden Ottawa. Saint-Léonard Airport ligger 241 meter över havet.
Terrängen runt Saint-Léonard Airport är platt. Runt Saint-Léonard Airport är det glesbefolkat, med 13 invånare per kvadratkilometer.. 
I omgivningarna runt Saint-Léonard Airport växer i huvudsak blandskog.